# Dagashi Kashi
Dagashi Kashi (яп. だがしかし, Даґаші Каші, букв. «Дешеві солодощі») — манґа автора Котоями. Публікується в журналі Weekly Shonen Sunday з червня 2014 року. Ранобе-адаптація під назвою Dagashi Kashi: Mō Hitotsu no Natsu Yasumi за авторством Манти айсори була опублікована в Shogakukan 18 грудня 2015 року за його імпринт Gagaga Bunko. Показ аніме-адаптації студії Feel почався 7 січня 2016 року. «Dagashi Kashi» перекладається як «дешеві солодощі», але якщо прочитати назву як «Daga Shikashi», воно може також означати «проте».

## Персонажі
Коконоцу Шікада (яп. 鹿田 ココノツ Шікада Коконоцу)- У хлопця явно талант до управління магазином, але він мріє стати манґакою і зовсім не зацікавлений в роботі батька. Вельми пасивний, але може бути кмітливим, якщо потрібно. Напевно, найбільш розсудлива людина з усіх персонажів. Він мріє стати манґакою з тих пір, як він, показав батькові свій малюнок. Батько похвалив його,а його прагнення стати манґакою посилилося. Однак батько хоче, щоб син став дев'ятим господарем їхнього магазину солодощів, незважаючи на протести Коконоцу. Коконоцу добре знає, що потрібно робити, щоб цукерки залучали більше уваги і навіть мали кращий смак. Проте, він не усвідомлює наявність у нього цього таланта, і кожного разу, коли його запитують про цукерки, він висловлює першу ідею що прийшла в голову, навіть не розуміючи, що всі його ідеї виявляються корисними.
Хотару Шідаре (яп. 枝垂 ほたる Шідаре Хотару)- Вельми цікавий персонаж, одразу привертає увагу. Дівчина з міста, її батько є власником всесвітньо відомої компанії з виробництва цукерок. Так як вона коли-небудь успадкує цю компанію, вона хоче перетворити її в найкращу компанію в світі. Вона захоплюється неймовірною здатністю Коконоцу створювати ідеальні солодощі без будь-яких зусиль. Хотару прийшла в магазин сім'ї Шікада, щоб умовити батька Коконоцу, який також є досить відомим, працювати в компанії її батька. Як з'ясувалося пізніше, Е не збирається залишати свій магазин, поки Коконоцу точно не стане наступним господарем. Вона прийшла в жах, коли дізналася, що талант Коконоцу пропаде даремно, і тому уклала угоду з його батьком: якщо вона умовить Коконоцу стати господарем магазину, його батько відразу ж стане працювати на компанію батька Хотару.
Сая Ендо (яп. 遠藤 サヤ Ендо Сая)- Стара подруга Коконоцу. Дівчина працює в сімейному кафе. За словами головного героя, у неї виходить найсмачніша кава. Вона працює в «Кафе Ендо» і має почуття до Коконоцу. Спочатку її турбує присутність Хотару, але потім вони стають друзями, так як їх цілі взаємопов'язані: Хотару хоче, щоб Коконоцу керував магазином, а Сая - щоб він залишився в місті. Після того, як Сая перемагає Хотару в грі «Менко», та починає звертатися до неї, використовуючи суфікс «ші» - застаріле звернення учня до свого вчителя.
То Ендо (яп. 遠藤 豆 Ендо То)- Старший брат Саї і найкращий друг Коконоцу. Найчастіше одягнений в гавайську сорочку. Його сім'я володіє кафе під назвою «Кафе Ендо».Завжди носить сонцезахисні окуляри.

## Медіа

### Манґа
Dagashi Kashi, написана та ілюстрована манґакою Котояма, виходила у журналі Weekly Shōnen Sunday видавництва Shogakukan з 25 червня 2014 по 11 квітня 2018. Загалом вийшло 11 томів танкобон у період з 18 вересня 2014 по 18 травня 2018.

#### Список томів
| №  | Дата виходу                        | ISBN                                          |
| -- | ---------------------------------- | --------------------------------------------- |
| 1  | 18 вересня 2014                    | ISBN 978-4-09-125125-1                        |
| 2  | 18 березня 2015                    | ISBN 978-4-09-125399-6                        |
| 3  | 16 жовтня 2015                     | ISBN 978-4-09-126210-3                        |
| 4  | 18 березня 2015                    | ISBN 978-4-09-126570-8 978-4-09-159222-4 (SE) |
| 5  | 18 травня 2016                     | ISBN 978-4-09-127160-0 978-4-09-159231-6 (SE) |
| 6  | 18 жовтня 2016                     | ISBN 978-4-09-127408-3                        |
| 7  | 17 березня 2017                    | ISBN 978-4-09-127513-4                        |
| 8  | 10 серпня 2017                     | ISBN 978-4-09-127681-0                        |
| 9  | 18 грудня 2017                     | ISBN 978-4-09-127882-1                        |
| 10 | 16 лютого 2018                     | ISBN 978-4-09-128083-1                        |
| 11 | 18 травня 2018 16 травня 2018 (SE) | ISBN 978-4-09-128247-7 978-4-09-943012-2 (SE) |

### Ранобе
Ранобе-адаптація під назвою Dagashi Kashi: Mō Hitotsu no Natsu Yasumi, написана та ілюстрована Мантою Айсорою, була видана у одному томі видавництвом Shogakukan 18 грудня 2015.

### Аніме

#### Список серій
| Номер | Назва серії | Дата виходу        |
| --- | --- | ------------------ |
| 1 | Умайбо, картопля-фрі і ... / Кавово-молочні цукерки, «Молоді пончики» і ... «Умайбо: то потефу то... / Ко:хі: ґю:ню: кянді: то янґу до:нацу то...» (うまい棒とポテフと... /コーヒー牛乳キャンディとヤングドーナツと...) | 7 січня 2016 року  |
| Коконоцу Шікада хоче стати манґакою. Але його батько змушує його успадкувати сімейний магазин цукерок. У той же час дівчина на ім'я Хотару Шідаре приходить до них і намагається умовити Е, щоб той працював на компанію з виробництва цукерок, якою володіє її батько. Е відмовляється, тому що не хоче залишати магазин без впевненості в тому, що Коконоцу продовжить його справу. Тому Хотару вирішує залишитися у них, поки Коконоцу не погодиться успадкувати магазин. | |                    |
| 2 | Кінакобо, Пиво намайкі і ... / Свисток «Рамуне», Менко і ... «Кінакобо: то намайкі бі:ру то... / Фуе рамуне то менко то...» (きなこ棒と生いきビールと... /笛ラムネとめんこと...)                                        | 14 січня 2016 року |
| Хотару приходить в магазин Шікада і продовжує ексцентрично себе вести, доходячи до того, що вона п'яніє від безалкогольного пива. Пізніше Коконоцу зустрічається з Саей, а потім їх зустрічає Хотару, яка грає на цукерці-свистку. Потім вона розповідає історію про цю цукерку, Сая вважає, що це нісенітниця, але Коконоцу здається, що витівки Хотару не щирі. Сая розряджає обстановку,потім всі троє грають в «Менко», де Сая вражає обох своєї удачливістю.            | |                    |
| 3 | (ブタメンとくるくるぼーゼリーと… / ボンタンアメとセブンネオンと…) | 21 січня 2016      |
| 4 | (ふがしとふがしと... / グ リ コ と グ リ コ と…) | 28 січня 2016      |
| 5 | (ビ ン ラ ム ネ と ベ ビ ー ス タ ー ラ ー メ ン と… / ヤ ッ タ ー め ん と す っ い ぶ ど う に ご 用心! と…) | 4 лютого 2016      |
| 6 | (超 ひ も Q と お は じ き と… と き ど き ま け ん グ ミ / ヨ ー グ レ ッ ト コ ツ と…) | 18 лютого 2016 р.  |
| 7 | (祭 り と ほ た る と… / 夏 祭 り と サ ヤ と…) | 25 лютого 2016     |
| 8 | (超 怖 い 話 ガ ム と 台風 と… ／ け ん 玉 と プ チ プ チ チ ョ コ と…) | 3 березня 2016     |
| 9 | (わ た パ チ と う ん チ コ と ... / さ く ら 大 根 と 卵 イ ス と ...) | 10 березня 2016    |
| 10 | (駄 菓子 じ ゃ ね え か！) | 17 березня 2016    |
| 11 | (コ ー ラ ガ と と ... /都 こ ん ぶ と ラ ム ネ と ...) | 24 березня 2016    |
| 12 | (食 べ る ん で す Hi と さ く ら ん ぼ の 詩 と… / ミ ル ク ク キ ャ ラ メ ル と サ ク マ 式 ド ロ ッ プ と…) | 31 березня 2016    |